# Milionia cuspidata
Milionia cuspidata är en fjärilsart som beskrevs av Max Joseph Bastelberger 1911. Milionia cuspidata ingår i släktet Milionia och familjen mätare. Inga underarter finns listade i Catalogue of Life.